# Embrée Glacier
Embrée Glacier är en glaciär i Antarktis. Den ligger i Västantarktis. Chile gör anspråk på området. Embrée Glacier ligger 1 879 meter över havet.
Terrängen runt Embrée Glacier är bergig åt sydväst, men åt nordost är den kuperad. Terrängen runt Embrée Glacier sluttar österut. Trakten är obefolkad. Det finns inga samhällen i närheten. 